# Lucești
Lucești è un comune della Moldavia situato nel distretto di Cahul di 650 abitanti al censimento del 2004.